# Parc national marin de Bunaken
Le parc national marin de Bunaken est un parc national d'Indonésie situé au nord de l'île de Sulawesi en Indonésie. Administrativement, il fait partie de la kota de Manado.
Le parc a été créé en 1991. C'est un des premiers parcs marins indonésiens. Sa superficie totale est de 890,65 km², dont 97 % est constituée d'eau. Les 3 % restant étant essentiellement constitués par les cinq îles de Bunaken, Manado Tua, Mantehage, Nain et Siladen.
Les eaux du parc sont profondes et atteignent 1566 m dans la baie de Manado. La visibilité y est de 35 à 40 mètres et la température entre 27 et 29 °C.
Bunaken possède une des plus importantes biodiversités marines du monde. C'est un lieu de plongée sous-marine réputé. On y trouve 7 des 8 espèces de coquillages géants existant au monde. Le parc possède quelque 500 genres de coraux, contre par exemple 70 à Hawaii. Le nombre d'espèces de poissons y dépasse vraisemblablement les 1 500, soit près de 70 % de toutes les espèces de poissons connues dans l'ouest de l'océan Pacifique.

## Galerie

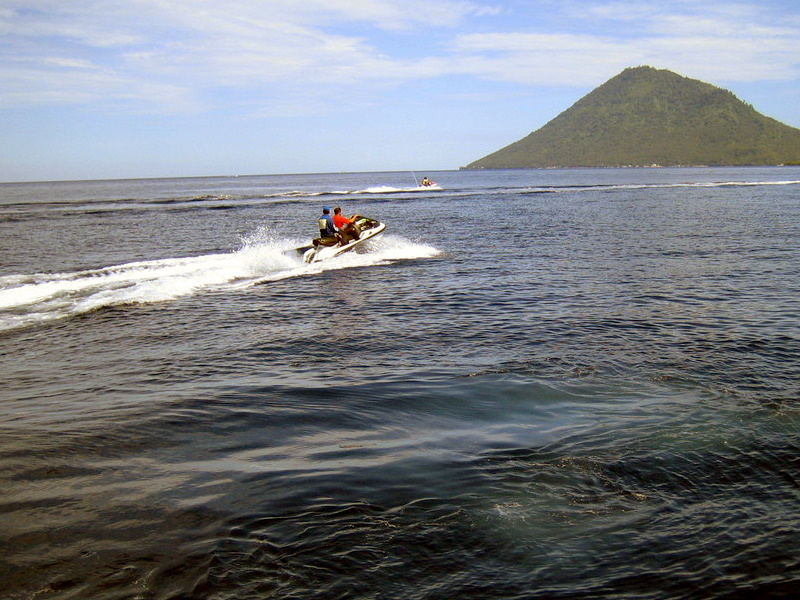
Manado Tua, une des îles du parc national de Bunaken.
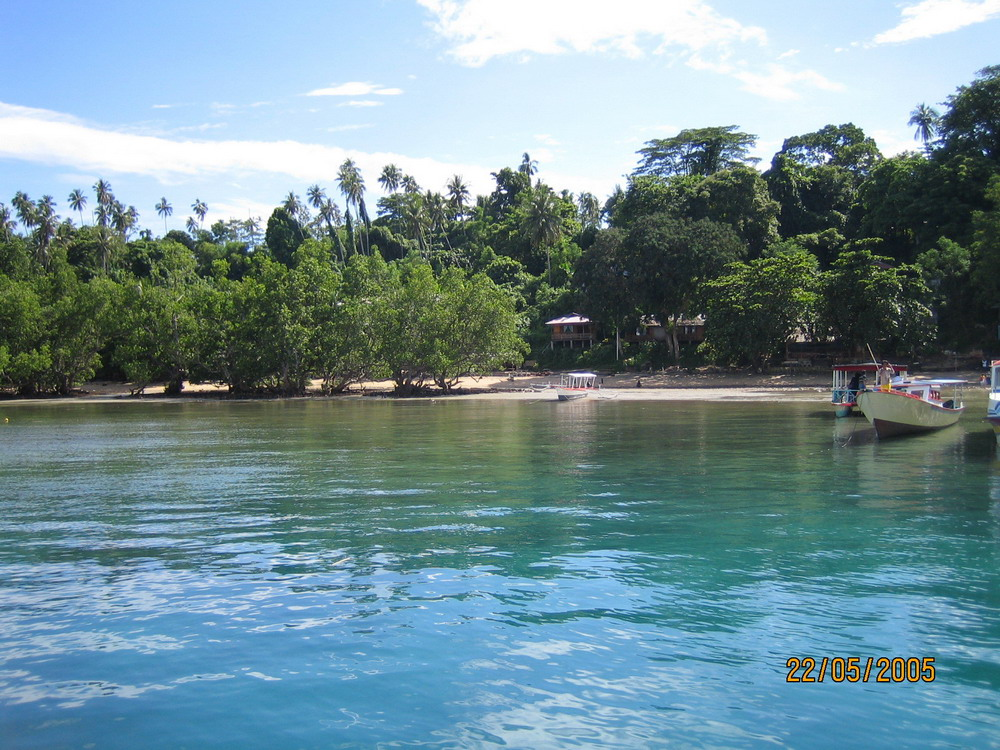
Vue de Bunaken
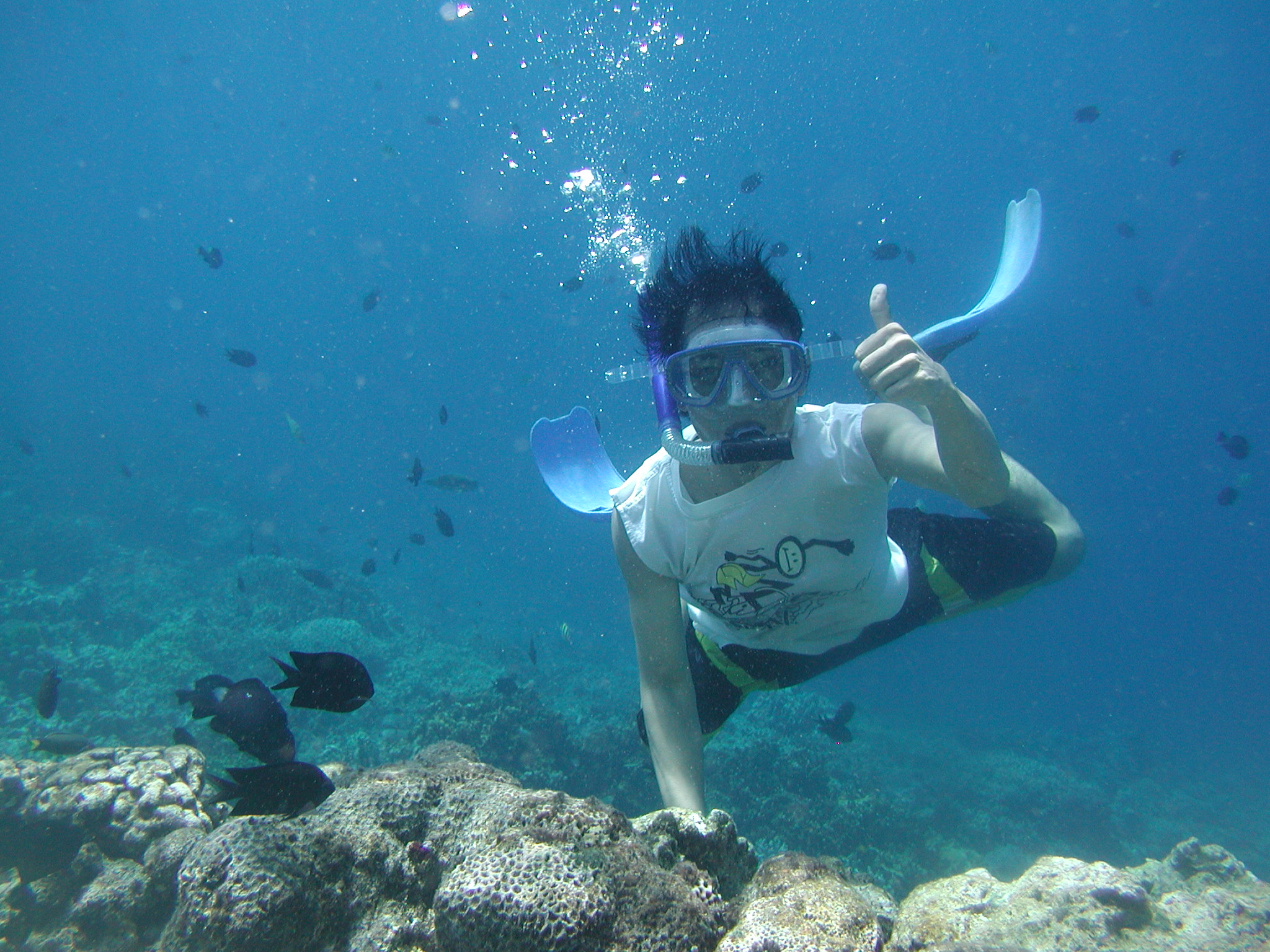
Plongeur
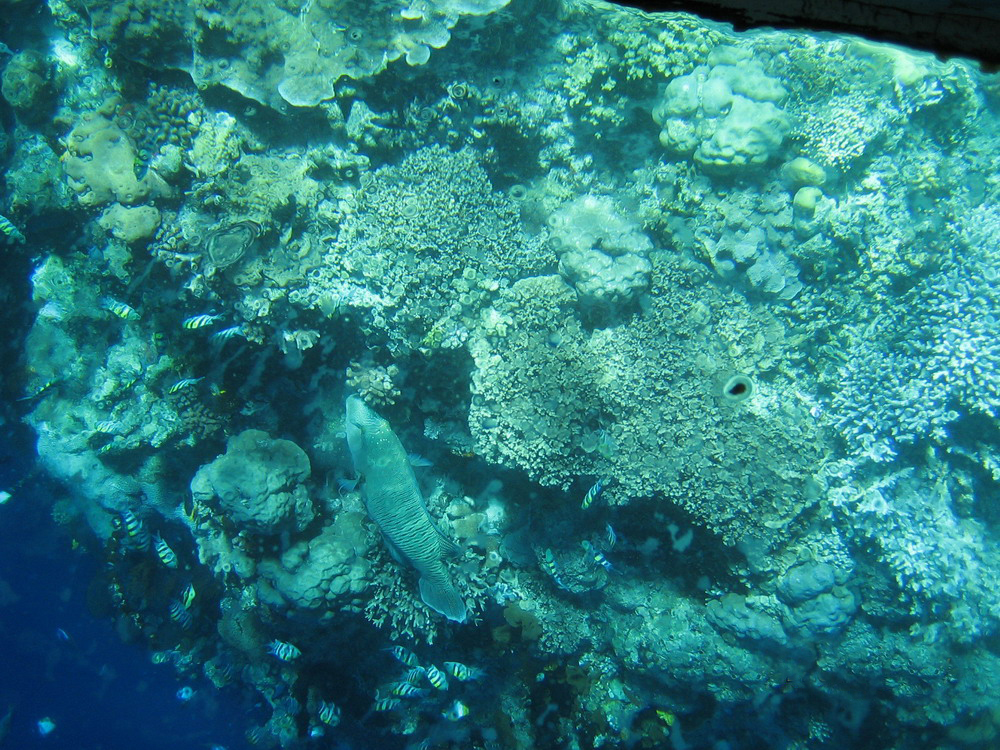
Les richesse du récif corallien de Bunaken
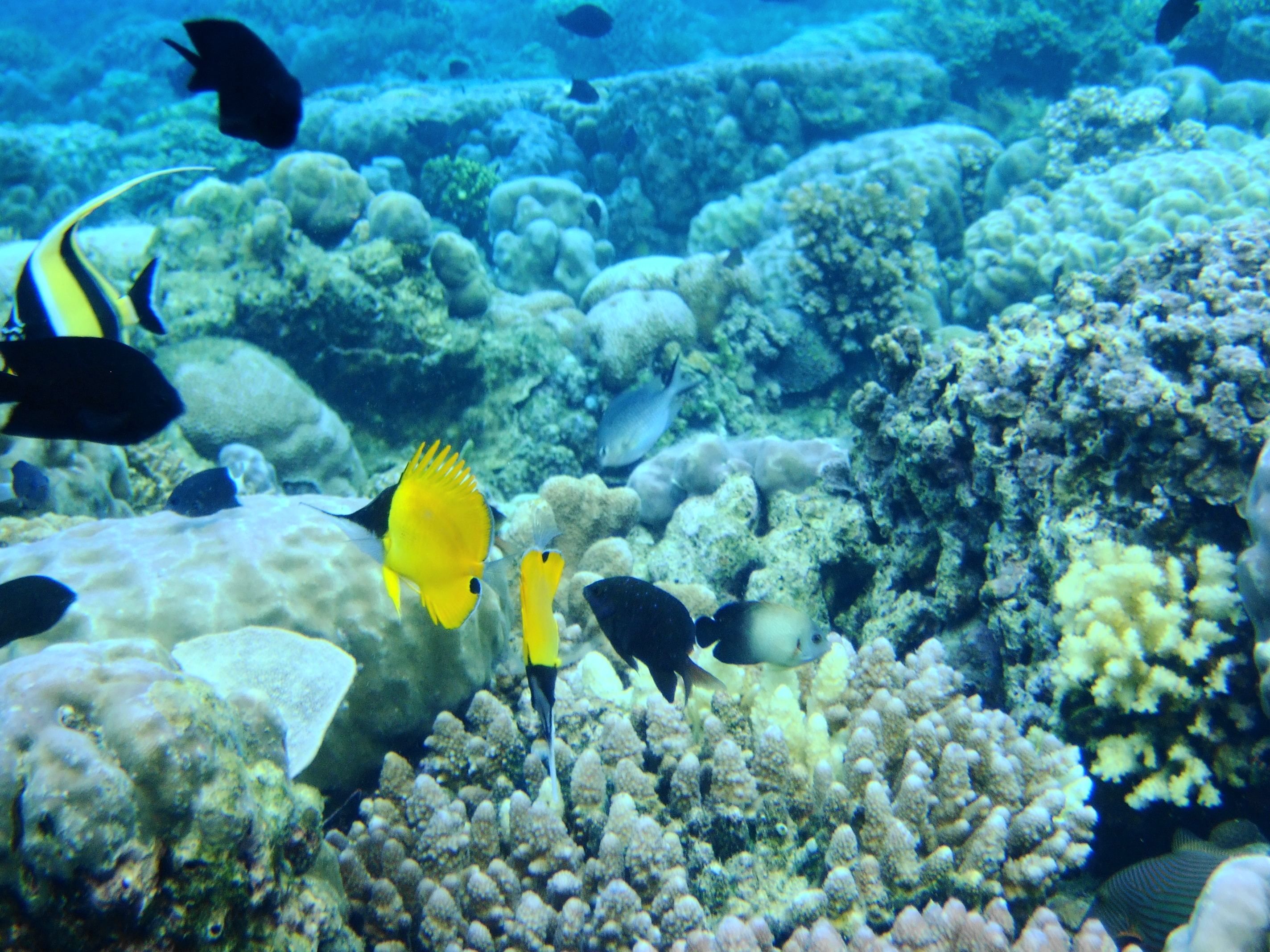
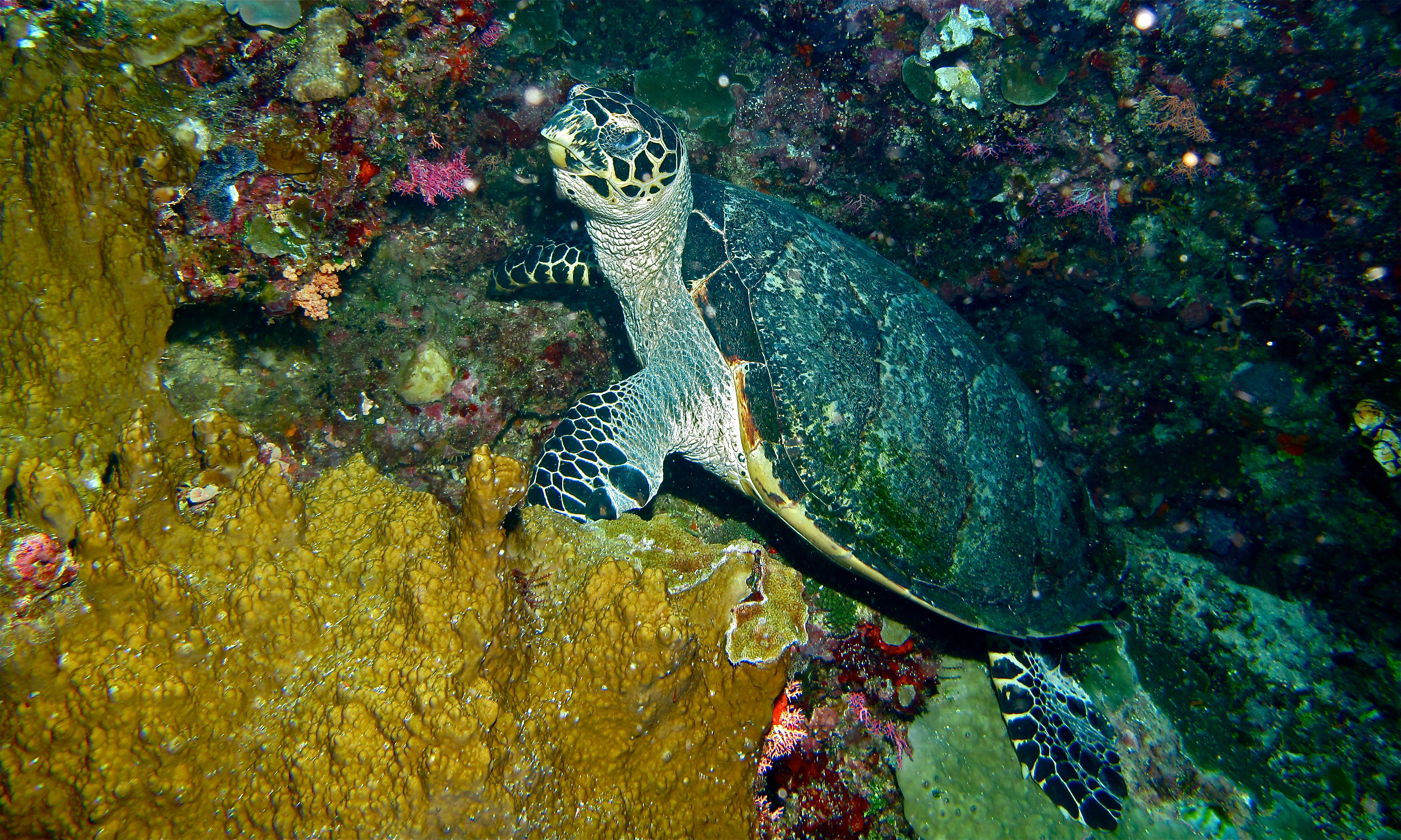
Tortue imbriquée à Bunaken.
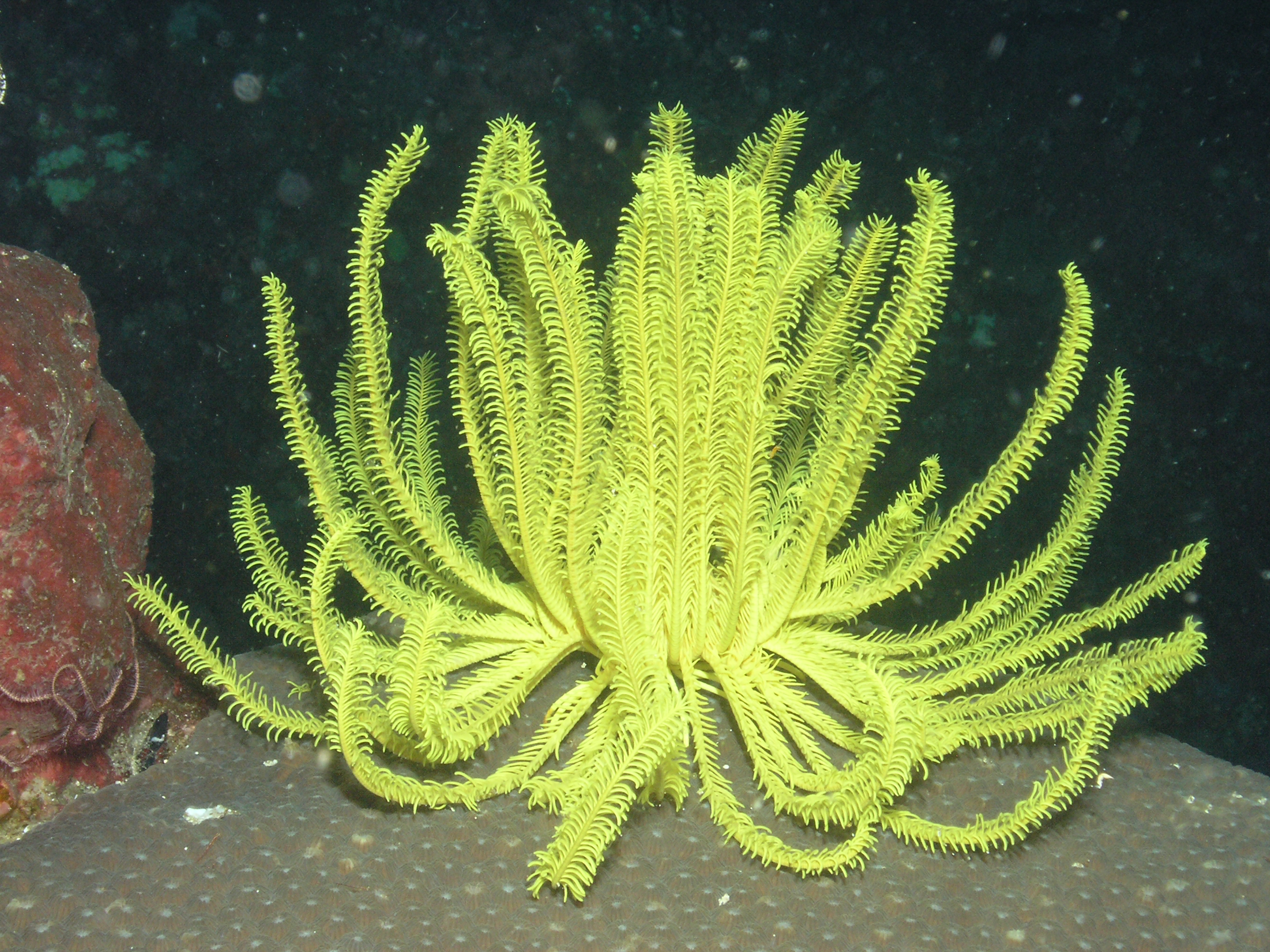